# Atomorpha minuscula
Atomorpha minuscula là một loài bướm đêm trong họ Geometridae.